# Polycarpa vankampeni
Polycarpa vankampeni är en sjöpungsart som först beskrevs av Sluiter 1895.  Polycarpa vankampeni ingår i släktet Polycarpa och familjen Styelidae. Inga underarter finns listade i Catalogue of Life.